# Bakhmutske
Bakhmutske (em ucraniano: Бахмутське; em russo: Бахмутское, transl.: Bakhmutskoye) é uma vila no Raion de Bakhmut no oblast de Donetsk, no leste da Ucrânia. Está localizada a cerca de 83,3 quilômetros (51,8 milhas) ao nordeste do centro da cidade de Donetsk. Pertence à hromada urbana de Soledar, uma das hromadas da Ucrânia. Desde dezembro de 2022, a vila está ocupada pela Rússia.
A vila foi atacada pelas forças russas em 2022, durante a invasão russa da Ucrânia. As forças ucranianas foram relatadamente empurradas para fora de grande parte da vila durante uma ofensiva russa local contra Soledar em 26 de dezembro. Bakhmutske foi efetivamente capturada pelas forças russas em 27 de dezembro.